# 贝蒂·鲁宾逊
贝蒂·鲁宾逊（英語：Betty Robinson，1911年8月23日—1999年5月18日），美国女子田径运动员。她曾代表美国参加1928年和1936年夏季奥林匹克运动会田径比赛，获得二枚金牌和一枚银牌。